# 保州 (辽代)
保州，原高丽龙湾县，又名和义， 是辽入侵高丽后，在朝鲜半岛西北部建立的城堡，后被高丽夺取，改名为义州。其地理位置位于鸭绿江东岸，今天北朝鲜平安北道义州郡。

## 历史
公元916年以后，辽国太祖耶律阿保机建国称帝，建元神册，并在中国东北部迅速崛起后发生的战争。
随着公元926年，辽国与渤海国的战争以辽国胜利结束，伴随着大量渤海难民逃亡进入并不同文同种的朝鲜半岛。辽国与高丽的关系开始交恶。高丽自认为是中原王朝的分封王，也觉得契丹的崛起影响了其北部扩张的脚步，不断支持渤海国移民开展各种反对辽国的活动。战争于公元993年爆发，先后經歷三次大的武装冲突，并于1019年停火，定边界与清川江中上游至鸭绿江下游一线。
994年，辽国第六位皇帝辽圣宗耶律隆绪跟高丽展开了有关与南方的宋朝断绝藩属关系，转而向辽国称臣纳贡的谈判。谈判的结果是辽国将“鸭绿江东数百里地”赐给高丽，而高丽转而使用辽国纪年，奉契丹的正朔。名义上与宋朝断交，而实际上高丽一直没有断绝与宋朝的外交往来。994-995年，高丽率兵驱逐西北女真，在新纳入版图的鸭绿江东岸建立了六个城镇。
1009年康兆政變武臣康兆謀叛、後為契丹所殺。公元1010年，契丹（遼）再次侵入。高麗放棄開京，王族逃亡江华岛。
契丹在开泰三年(1014) 发动第三次大规模征伐高丽之初，修筑了保州城，作为进攻和控制朝鲜半岛的军事重镇。
在长达数年的辽与高丽的战争结束后，辽国一直控制着保州。而宋由于长期与辽对峙，在其历史中立场大体与高丽相当，认为是辽国侵略了高丽鸭绿江东土地。
金朝建立以后，高丽仍然提出对鸭绿江东拥有主权。金收国元年（公元1115年），太祖命加古撒喝率军攻保州，久战未果，但撒喝攻破合主、顺化两城。高丽遣使来祝贺并请求归还保州。太祖谓使者曰:“尔其自取之。”得到金太祖答复后，高丽遂基金措置北部边防。时辽来远城在金兵攻击下围在旦夕，其主帅耶律宁与金国交战，牒告高丽借粮，高丽则乘机以归还保州城相威胁，耶律宁放弃来远、保州二城给高丽。高丽进入二城，“收兵杖及钱货宝物甚多”，并改保州为义州，“以鸭绿江为界，置关防”，“百官贺表”，“删石纪功”。金有言在先，只好默许。
天辅元年（公元1117年），撒喝等再次出兵攻打保州，又袭来远城，辽军失利，弃城逃跑，高丽乘机遣使索请保州等地区归属高丽。金太祖忙于对辽作战，有意答应，但仍坚持归还保州及边疆地区逃入高丽的民众。金太宗天会四年（公元1126年），高丽王遣使奉表称藩，金太宗承诺如高丽以事辽旧礼称臣于金，即把保州地赐给高丽。1128年12月金遣使高丽告以封宋朝二君为昏德、重昏侯事，重提保州问题。高丽国王指出，保州本高丽领土，以蒙金朝先帝赐予。“不爱其地，特赐割赐，而只许保州一城，不许旁侧小土，此岂朝廷以至仁大德抚字小邦之意乎?”金太宗天会四年（公元1126年），高丽王遣使奉表称藩，金太宗承诺如高丽以事辽旧礼称臣于金，即把保州地赐给高丽。1129年11月高丽遣使入金进奉誓表，正式成为金的属国。天会八年（公元1130年），高丽王又上表，请求免于索还保州亡入边户。1130年2月金宗室完颜勖上疏切谏，金太宗放弃了对保州逃移户口的追索。“自是保州封域始定”。